# لیگ افسانه‌ها: وایلد ریفت
لیگ افسانه‌ها: وایلد ریفت (انگلیسی: League of Legends: Wild Rift) یک بازی ویدئویی میدان جنگ برخط چندنفره است که توسط رایت گیمز توسعه یافته و برای اندروید، آی‌اواس و برای کنسولها  منتشر شده‌است. این بازی نسخه اصلاح شده بازی رایانه شخصی، لیگ افسانه‌ها است.